# Bajram Curri

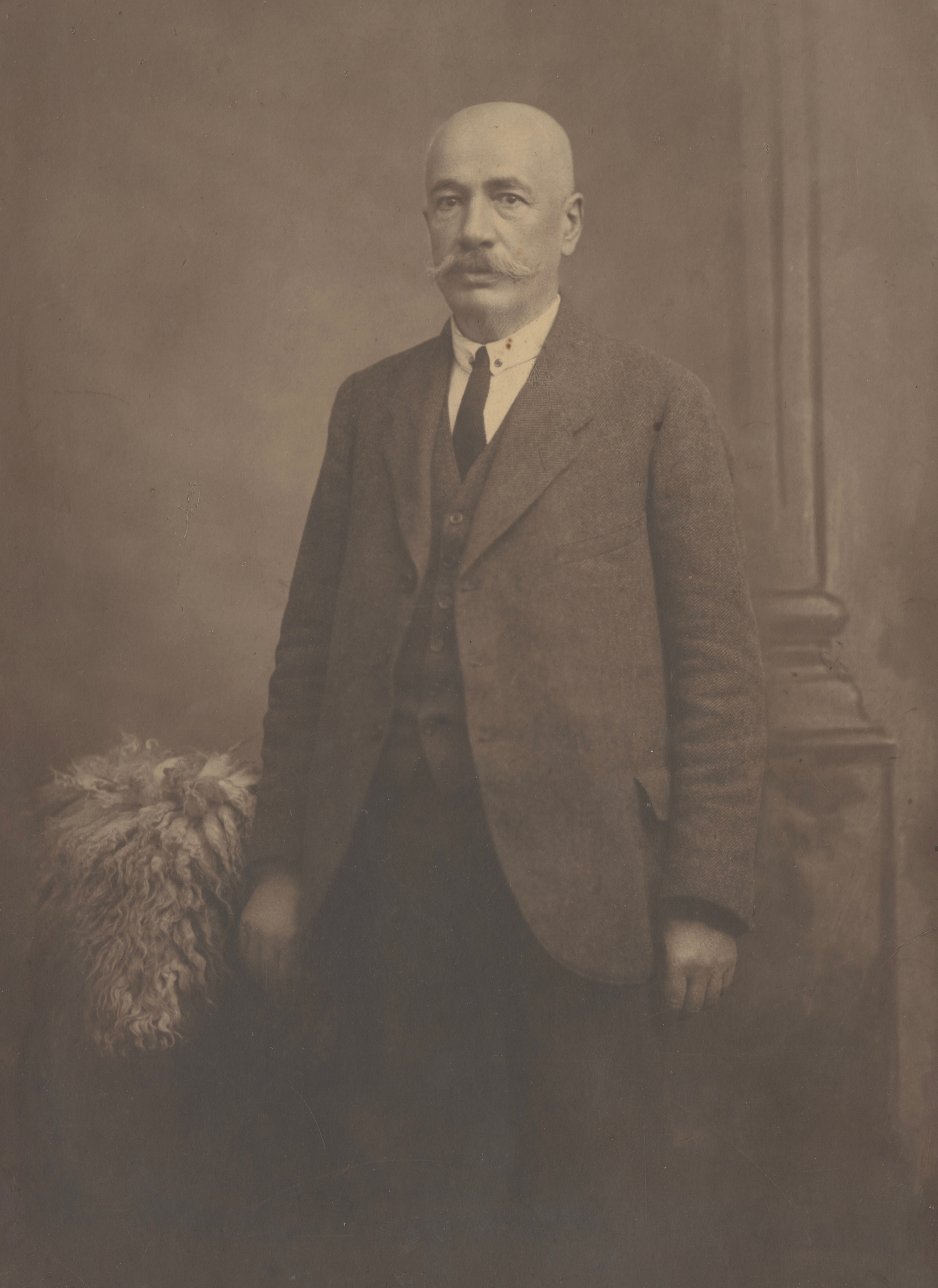
Porträt

Bajram Curri (* 1862 in Yakova, Osmanisches Reich, heute Kosovo; † 29. März 1925 in Dragobia, Kreis Tropoja, Albanien) war ein Aktivist der albanischen Nationalbewegung.

Curri setzte sich im Osmanischen Reich als Bandenführer für die Interessen der Albaner ein und kämpfte 1912 erfolgreich gegen die Jungtürken. Während des Ersten Weltkriegs führte er eine Guerillatruppe an. Im neugegründeten Staat Albanien nahm er in verschiedenen Regierungen Posten als Minister und als Kommandant der Armee ein. Als Gegenspieler des späteren Königs Ahmet Zogu, dem die kosovarische Frage weniger wichtig war, wurde er von dessen Truppen verfolgt und dann auch in den Nordalbanischen Alpen eingekesselt. Er erschoss sich am 29. März 1925, um der Gefangennahme zu entgehen.

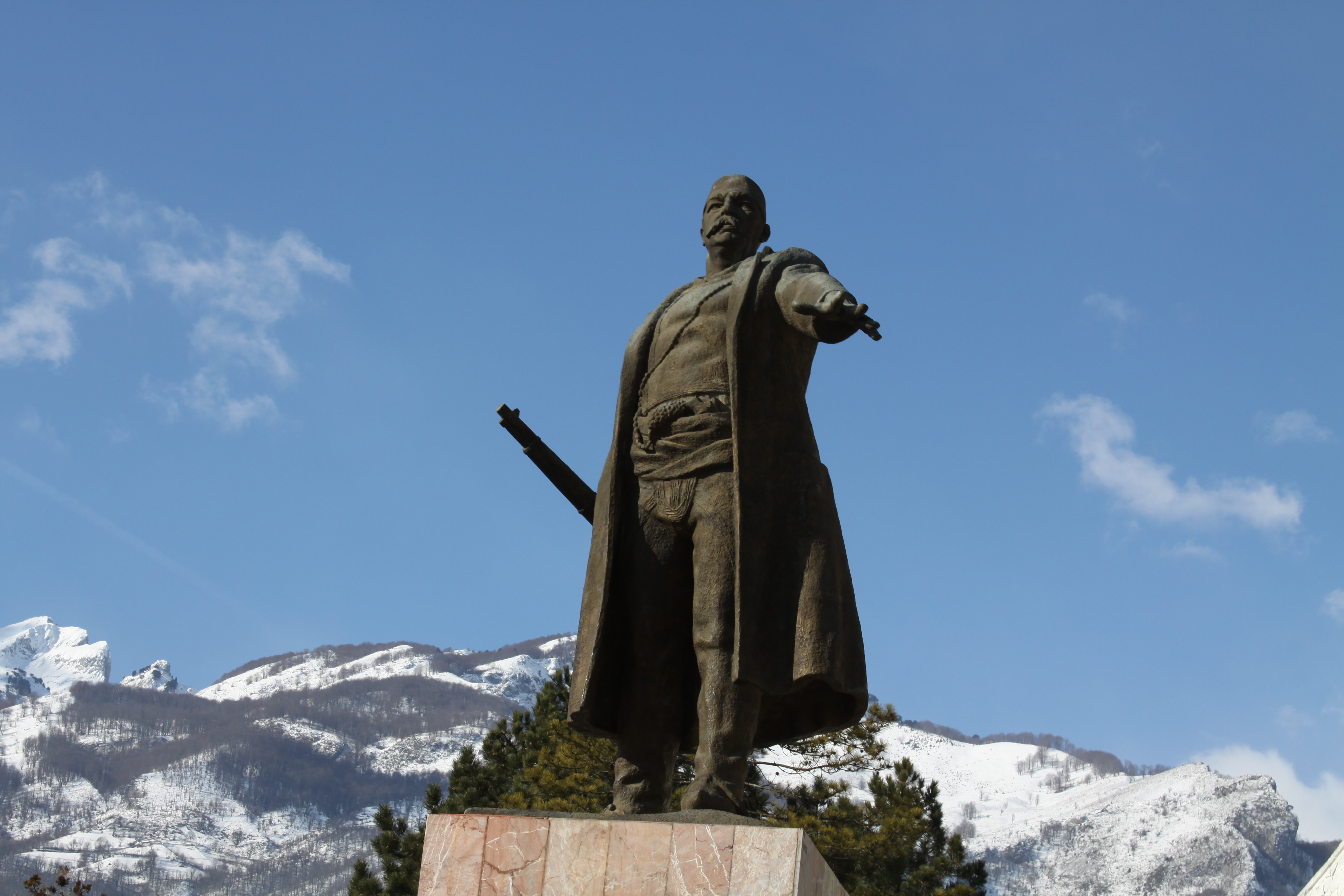
Denkmal in der Stadt Bajram Curr

Die albanischen Kommunisten hielten sein Ansehen als Nationalisten und Freiheitskämpfer hoch und benannten die Stadt Bajram Curr nach ihm.
Bajram Curri war verheiratet und hatte zwei Töchter. Die Familie lebte in Shkodra, nachdem sie aus dem Kosovo hatte fliehen müssen.